# Emelsdorf
Emelsdorf ist ein Gemeindeteil der Gemeinde Gerhardshofen im Landkreis Neustadt an der Aisch-Bad Windsheim (Mittelfranken, Bayern). Emelshof liegt in der Gemarkung Kästel.

## Geografie
Südlich des Weilers grenzt der Kleehofer Wald an, 1 km östlich liegt das Waldgebiet Sixtenhaid, 1 km nordwestlich liegt das Wirtsholz. Eine Gemeindeverbindungsstraße führt nach Kästel (1,3 km nordöstlich) bzw. die Staatsstraße 2414 kreuzend nach Willmersbach (1,5 km westlich).

## Geschichte
Der Ort wurde 1317/22 als „villa Emelndorf“ erstmals urkundlich erwähnt. Im Ort waren die Reichsstadt Nürnberg und die Herren von Auracher begütert.
Gegen Ende des 18. Jahrhunderts gab es in Emelsdorf 3 Anwesen. Das Hochgericht übte das brandenburg-bayreuthische Kasten- und Jurisdiktionsamt Dachsbach aus. Grundherren waren die Herrschaft Wilhermsdorf (1 Gut), die Pfarrei Oberhöchstädt (1 Gut) und das Rittergut Sichardshof (1 Gut).
Von 1797 bis 1810 unterstand der Ort dem Justizamt Dachsbach und Kammeramt Neustadt. Im Rahmen des Gemeindeedikts wurde Emelsdorf dem 1811 gebildeten Steuerdistrikt Dachsbach zugeordnet, ab 1813 gehörte es dem Steuerdistrikt und der Ruralgemeinde Birnbaum an. Mit dem Zweiten Gemeindeedikt (1818) wurde es der neu gebildeten Ruralgemeinde Kästel zugewiesen. Ein Anwesen unterstand bis 1848 in der freiwilligen Gerichtsbarkeit dem Patrimonialgericht Sichardshof, ein weiteres Anwesen unterstand bis 1839 dem Patrimonialgericht Wilhermsdorf. Am 1. Juli 1971 wurde Kästel im Zuge der Gebietsreform in Bayern nach Gerhardshofen eingemeindet.

### Ehemaliges Baudenkmal
- Haus Nr. 3: eingeschossiges Wohnstallhaus, im Türsturz „17 PW 44“; profiliertes Holztraufgesims; zugehörige Fachwerkscheune aus konstruktivem Fachwerk des 19. Jahrhunderts[9]

### Einwohnerentwicklung
| Jahr      | 001818 | 001840 | 001861 | 001871 | 001885 | 001900 | 001925 | 001950 | 001961 | 001970 | 001987 | 002016 | 002020 |
| Einwohner | 30     | 39     | 36     | 50     | 35     | 25     | 28     | 25     | 22     | 21     | 20     | 18     | 18     |
| Häuser    | 5      | 5      |        |        | 6      | 6      | 5      | 5      | 5      |        | 5      |        |        |
| Quelle    | [ 11 ] | [ 12 ] | [ 13 ] | [ 14 ] | [ 15 ] | [ 16 ] | [ 17 ] | [ 18 ] | [ 19 ] | [ 20 ] | [ 21 ] | [ 22 ] | [ 1 ]  |

## Religion
Der Ort ist seit der Reformation evangelisch-lutherisch geprägt und bis heute nach St. Peter und Paul (Gerhardshofen) gepfarrt.